# Tiago Dantas
Tiago Filipe Oliveira Dantas, noto semplicemente come Tiago Dantas (Lisbona, 24 dicembre 2000), è un calciatore portoghese, centrocampista dell'Osijek.

## Caratteristiche tecniche
È un centrocampista offensivo.

## Carriera

### Club
Cresciuto nel settore giovanile del Benfica, debutta con la squadra riserve l'11 agosto 2018 in occasione dell'incontro di Segunda Liga vinto 2-1 contro il Leixões; la stagione seguente esordisce anche in prima squadra nel match di Taça da Liga pareggiato 2-2 contro il Vitória Setúbal.
Nel 2020 viene prestato al Bayern Monaco, dove gioca principalmente con le riserve in 3. Liga riuscendo comunque a fare due apparizioni in massima serie. Rientrato alla base, nell'estate seguente viene prestato al Tondela.

### Nazionale
Ha giocato nelle nazionali giovanili portoghesi Under-16, Under-17, Under-19, Under-20 ed Under-21.

## Statistiche

### Presenze e reti nei club
Statistiche aggiornate al 31 luglio 2021.
| Stagione        | Squadra          | Campionato      | Campionato | Campionato | Coppe nazionali | Coppe nazionali | Coppe nazionali | Coppe continentali | Coppe continentali | Coppe continentali | Altre coppe | Altre coppe | Altre coppe | Totale | Totale |
| Stagione        | Squadra          | Comp            | Pres       | Reti       | Comp            | Pres            | Reti            | Comp               | Pres               | Reti               | Comp        | Pres        | Reti        | Pres   | Reti   |
| --------------- | ---------------- | --------------- | ---------- | ---------- | --------------- | --------------- | --------------- | ------------------ | ------------------ | ------------------ | ----------- | ----------- | ----------- | ------ | ------ |
| 2018-2019       | Benfica B        | LdH             | 21         | 2          |                 | -               | -               |                    | -                  | -                  |             | -           | -           | 21     | 2      |
| 2019-2020       | Benfica B        | LdH             | 23         | 3          |                 | -               | -               |                    | -                  | -                  |             | -           | -           | 23     | 3      |
| 2020-2021       | Benfica B        | LdH             | 5          | 0          |                 | -               | -               |                    | -                  | -                  |             | -           | -           | 5      | 0      |
| 2019-2020       | Benfica          | PL              | 0          | 0          | CP+CdL          | 0+1             | 0               |                    | -                  | -                  |             | -           | -           | 1      | 0      |
| 2020-2021       | Bayern Monaco II | 3L              | 7          | 0          |                 | -               | -               |                    | -                  | -                  |             | -           | -           | 7      | 0      |
| 2020-2021       | Bayern Monaco    | BL              | 2          | 0          | CG              | 0               | 0               |                    | -                  | -                  |             | -           | -           | 2      | 0      |
| 2021-2022       | Tondela          | PL              | 26         | 1          | CP+CdL          | 7+1             | 3+0             |                    | -                  | -                  |             | -           | -           | 34     | 4      |
| 2022-2023       | PAOK             | SLE             | 32         | 4          | CG              | 5               | 0               | UECL               | 2                  | 1                  |             | -           | -           | 39     | 5      |
| 2023-2024       | AZ Alkmaar       | E               | 17         | 1          | CO              | 1               | 0               | UECL               | 5                  | 0                  |             | -           | -           | 23     | 1      |
| Totale carriera | Totale carriera  | Totale carriera | 133        | 11         |                 | 15              | 3               |                    | 7                  | 1                  |             | -           | -           | 155    | 15     |